# Кормисош
 Тази статия е за българския владетел.  За ловния резерват вижте Кормисош (резерват).  
Кормисо̀ш от рода Вокил е хан, управлявал България в периода 753 – 756 г. (според Васил Златарски: 739 – 756, Моско Москов: 737 – 754, Иван Венедиков: 738 – 755).

## Биография
Според Именника на българските ханове Кормисош узурпира престола след насилственото отстраняване на хан Севар.
Смята се, че премества столицата на своето ханство от Онгъла в Плиска, където са неговите родови владения.
При управлението му започват продължителни войни с Византийска империя, подбудени от император Константин V Копроним с преселваните от него заселници от Армения и Сирия в областта Тракия, както и с дейността по усиленото възстановяване на крепости по границата с България.
Първата грижа на новия хан е да изпрати в Константинопол хора, които да вземат ежегодния данък и да разберат целта на строежите в Тракия. Константин V прогонва пратениците. Хан Кормисош предприема военни действия.
През 756 г. Кормисош предприема поход срещу Византийската империя, който завършва с голямо поражение за българската войска пред стените на Константинопол. Историците смятат това поражение като най-вероятната причина за падането на Кормисош от престола.
Управлението му бележи началото на поредицата преврати и насилия в българската държава през втората половина на VIII век. Принципът на монархическото начало е поставен под съмнение от амбициите на силните прабългарски родове.

## Спорове за името
В българската наука съществуват спорове за името. То се среща и като Крумесий, и някои изследователи правят връзка с името на Крум. Също така монахът Алберих (XIII в.) пише, че през 727 г. България се управлявала от Кормесий, а през 750 – „от третия Кормесий“. Проф. Пламен Павлов допуска, че името има връзка със староиранското Хорзмид/Ормизд и оттам е производно на Ахура Мазда. Съществуват и други интерпретации.

## Памет
На хан Кормисош е наречена улица в квартал „Димитър Миленков“ в София (Карта).